# Zob Ahan Isfahan FC
El Zob Ahan Isfahan Football Club (persa: باشگاه فوتبال ذوب آهن) és un club de futbol iranià de la ciutat d'Esfahan.
És patrocinat per la companyia de metall d'Esfahan anomenada Zob Ahan. El seu principal rival és l'altre club de la ciutat, el Sepahan.
El club també té una secció de basquetbol: Zob Ahan Isfahan BC.

## Història
Mohammad Ali Taghizadeh Farahmand fundà el club el 1969. Ingressà a la Copa Takhte Jamshid el 1973. Zob Ahan construí el seu equip després de comprar 14 jugadors del Sepahan. Guanyà la Copa Hazfi el 2003, el seu primer gran títol.

## Palmarès
- Copa Hazfi: 
  - 2003, 2008-09

## Presidents
- Mohammad Mehdi Taghizadeh Farahmand
- Mostafa Ghanei
- Asghar Nilchian
- Fazollah Omranian
- Heydar Taheri
- Nematollah Zargar
- Alireza Shogi
- Saeed Azari (2004-2009)

## Entrenadors
- Mahmoud Yavari
- Aziz Asli
- Bahram Atef
- Mohsen Hajnasrollah
- Mahmoud Arabzadeh
- Yevgeny Lyadin (1974-1978)
- Rasoul Korbekandi
- Fereydoon Moeini
- Yevgeny Lyadin (1993 - 1995)
- Nasser Hejazi (1998 - 2001)
- Bahram Atef (2001 - 2002)
- Samvel Darbinyan (2002 - 2004)
- Rasoul Korbekandi (2004 - 2007)
- Zoran Đorđević (2007 - 2007)
- Bijan Zolfagharnasab (2007 - 2008)
- Mansour Ebrahimzadeh (2008 - Present)

## Futbolistes destacats
| 1970s - Abdolali Changiz - Rasoul Korbekandi 1990s - Ali Akbar Ostad-Asadi - Reza Sahebi - Ebrahim Taghipour | 2000s - Issa Ndoye - Rahman Rezaei - Sepehr Heidari - Mehdi Rajabzadeh - Levon Stepanyan - Armenak Petrosyan - Gheorghe Stratulat |